# Pseudosparna
Pseudosparna is een kevergeslacht uit de familie van de boktorren (Cerambycidae). De wetenschappelijke naam van het geslacht werd voor het eerst geldig gepubliceerd in 2009 door Mermudes & Monné.

## Soorten
Pseudosparna omvat de volgende soorten:
- Pseudosparna amoena Mermudes & Monné, 2009
- Pseudosparna aragua Mermudes & Monné, 2009
- Pseudosparna boliviana Monné M. L. & Monné M. A., 2011
- Pseudosparna flaviceps (Bates, 1863)
- Pseudosparna luteolineata Mermudes & Monné, 2009